# Armeria maritima subsp. azorica
Armeria maritima subsp. azorica é uma subespécie de planta com flor pertencente à família Plumbaginaceae. 
A autoridade científica da subespécie é Franco, tendo sido publicada em Nova Flora de Portugal 2: 563. 1984.
Trata-se de uma subespécie presente no território português, nomeadamente no Arquipélago dos Açores. Em termos de naturalidade é endémica da região atrás referida.

## Protecção
Não se encontra protegida por legislação portuguesa ou da Comunidade Europeia.